# سیلوستر (دهانه)
سیلوستر یک دهانه برخوردی در ماه‌ است.

## دهانه‌های اقماری
این دهانه ۱ دهانه اقماری دارد.
| Sylvester | عرض جغرافیایی | طول جغرافیایی | قطر          |
| --------- | ------------- | ------------- | ------------ |
| N         | ۸۲.۴° N       | ۶۷.۳° W       | ۲۰.۰ کیلومتر |